# Dieburg

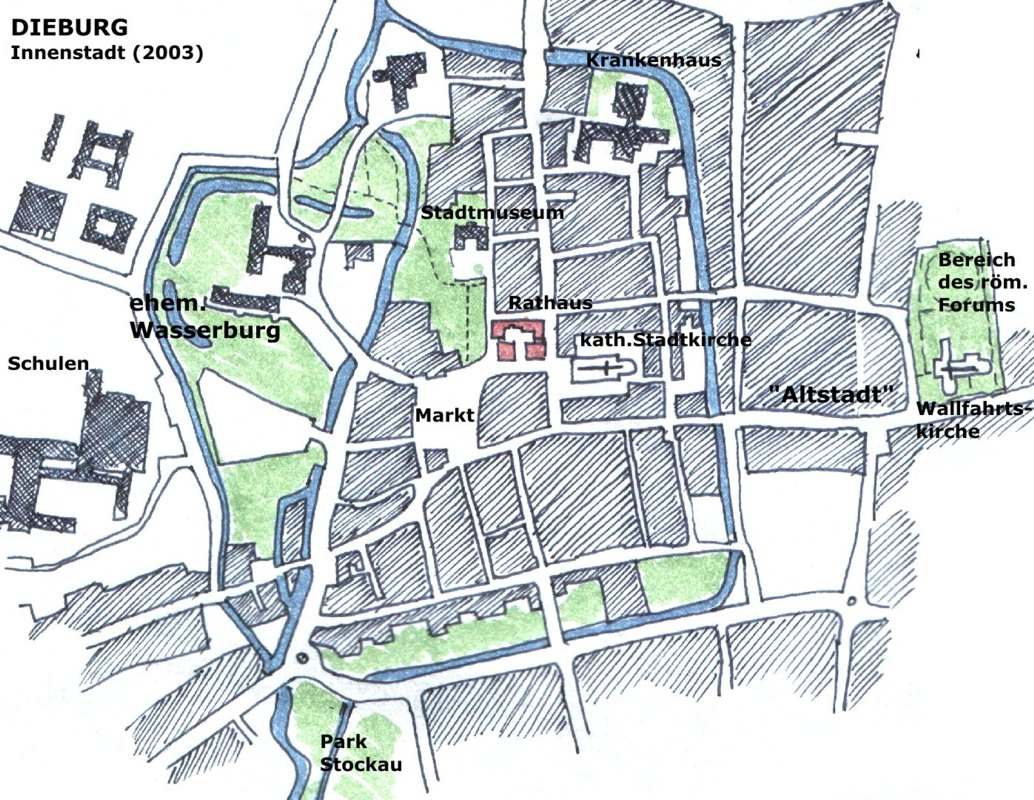
Dieburg – Plan der Innenstadt

Dieburg (im lokalen Dialekt: Dibborsch) ist eine Stadt und ein Mittelzentrum in Südhessen, etwa 15 km östlich von Darmstadt. Sie war bis 1977 Kreisstadt des Landkreises Dieburg und liegt im östlichen Teil des Landkreises Darmstadt-Dieburg. Die Stadt ist einer der Standorte der Hochschule Darmstadt.

## Geographie

### Geographische Lage
Dieburg liegt in Südhessen, circa 15 km östlich von Darmstadt im weitläufigen Tal der Gersprenz. Geologisch ist Dieburg durch das Tal der Gersprenz geprägt. Die Böden bestehen überwiegend aus tertiären Ablagerungen wie Kies, Sand und Ton überdeckt von jüngeren Flussablagerungen sowie Löss- und Flugsanddecken. Die Stadt liegt nördlich des auslaufenden Mittelgebirges Odenwald in der Dieburger Bucht, die ein westlicher Ausläufer der Hanau-Seligenstädter Senke (Hanauer Becken oder auch Östliche Untermainebene) ist. Nördlich und westlich der Stadt liegen ausgedehnte Waldgebiete der Dreieich. Höchste Erhebung ist der Mainzer Berg (auch Moret genannt) mit 227 m ü. NN.

### Nachbargemeinden
Im Norden grenzt Dieburg an die Gemeinde Münster (Hessen), im Osten an den Ortsteil Münster-Altheim, im Südosten an den Groß-Umstädter Ortsteil Semd, im Süden an die Gemeinde Groß-Zimmern und dessen Ortsteil Klein-Zimmern sowie im Westen an den Ortsteil Grube Messel der Gemeinde Messel.

### Stadtgliederung
Dieburg umfasst offiziell nur eine Gemarkung (Gmk.-Nr. 61067) und besitzt keine Stadtteile. Trotzdem gibt es für die Dieburger aber Viertel, welche die Stadt weiter unterteilen. Eine Grenze zwischen Dieburg-Ost und Dieburg-West verläuft quer über den Leerparkplatz, den größten Parkplatz, westlich der Innenstadt. Die Grenzlinie zwischen Dieburg-Süd und Dieburg-Nord bildet die Bahnlinie Aschaffenburg – Darmstadt Hbf.

## Geschichte

### Vorgeschichte bis Eisenzeit
Die Besiedlung des Stadtgebietes reicht bis in die Bronzezeit hinein. Ob die sogenannte Ochsenfigur von Dieburg aus der Kupferzeit aus der Dieburger Gegend stammt, ist nicht mehr eindeutig verifizierbar.
In der auslaufenden Eisenzeit siedelte im Gebiet um die Stadt der Stamm der Auderiensier. 

### Zeit als römischeCivitas
Die fruchtbare Dieburger Bucht wurde dann in den Jahren von 85–90 n. Chr. in die Provinz Obergermanien des Römischen Reiches eingegliedert. Etwa um 125 n. Chr. wurde im Bereich des heutigen Südhessen die Civitas Auderiensium gegründet, deren Hauptort das heutige Dieburg mit dem nur unvollständig überlieferten Namen …MED… wurde. Als neuangelegte, stadtähnliche Siedlung befand sich das Forum im Kreuzungsbereich Frankfurter-/Aschaffenburger Straße. Zahlreiche Kultgegenstände, darunter ein bedeutendes Zeugnis des Mithraskultes, konnten ergraben werden und sind heute im Stadtmuseum zu sehen.
In der Zeit um 200 blühte die Siedlung auf. Das römische Dieburg war ein Vicus, allerdings mit städtischem Charakter. In der für Landwirtschaft gut geeigneten Umgebung entstanden zahlreiche Villae Rusticae, die als Wirtschaftsgüter …MED… und die Truppen am nahen Limes versorgten.
Im Laufe des 3. Jahrhunderts häuften sich allerdings Raubüberfälle der Alamannen aus dem Gebiet außerhalb des Limes. Obwohl der Ort, der die spätere mittelalterliche Stadt in seiner Fläche weit übertraf, mit einer Stadtmauer gesichert wurde, konnte nicht verhindert werden, dass sich das Römische Reich ab 260 n. Chr. auf linksrheinische Gebiete Germaniens zurückziehen musste (Limesfall).

### Frühes Mittelalter
Das Schicksal der Stadt bis zum frühen Mittelalter liegt im Dunkeln. Eine Kontinuität der Besiedlung ist aber, wenn auch in weit einfacherem Rahmen als zuvor, sehr wahrscheinlich. Münzfunde und Bebauungsspuren deuten darauf hin. So liegt die heutige Wallfahrtskirche im westlichen Bereich des römischen Forums, ihr Grundriss wird durch römische Vorgängerbauten bestimmt. Vermutlich vermischte sich der zurückbleibende Teil der römischen Bevölkerung, der hauptsächlich germanischen und keltischen Ursprungs war, mit den hinzuströmenden Alamannen, die eventuell als Föderaten im Vorfeld des römischen Mainz (Mogontiacum) noch regen Handel mit dem Imperium trieben.

### Mittelalter

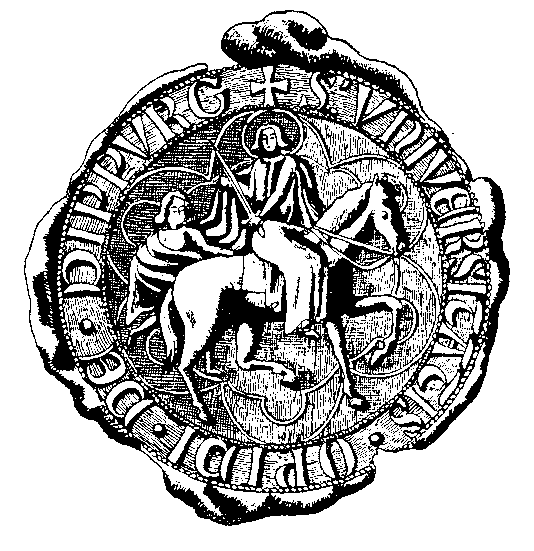
Das älteste Siegel der Stadt Dieburg

Nach der Eroberung des Gebietes durch die Franken wurde in Dieburg und im nahen Groß-Umstadt ein Königshof installiert. Die Siedlung war zu dieser Zeit als „Altenstadt“ bekannt und konzentrierte sich um den Bereich der Wallfahrtskirche, deren Ursprungsbau spätestens karolingisch ist, wie aber schon gesagt wurde, auch einen römischen Vorgängerbau besitzt, dessen Zweckbestimmung unbekannt ist. Die Hauptstraße dieser Siedlung trägt heute noch den Namen „Altstadt“, obwohl sie außerhalb der Mauern des mittelalterlichen Dieburgs lag.
Der Name Dieburg taucht erstmals auf einer Urkunde des Klosters Eberbach aus dem Jahre 1207 auf. Die Urkunde berichtet über einen Rechtsakt, in dem eine „Judta de Dieburch“ als Zeugin auftritt. Aus dem Folgejahr 1208 gibt es dann eine weitere Urkunde mit dem Siegel des „Heinrich von Dieburg“, Bruder der Jutta von Dieburg. Dieburg ist eine Stadt, die planmäßig im Bereich zwischen der Wasserburg in der Gersprenz und der „Altenstadt“ angelegt wurde. Sie füllte somit den Raum zwischen den Siedlungen „Altenstadt“, „Monfeld“ und „Holzhausen“ und machte diese zu Vororten. Ihr Grundriss mit differenzierten Haupt- und Nebengassen, Stadtmauer mit Gräben, Burg, Markt und neuer Pfarrkirche ist heute noch im Stadtplan zu erkennen. Neuere Forschungen gehen anhand dieser Stadtanlage davon aus, dass das regierende Kaisergeschlecht der Staufer Dieburg zu einer Reichsstadt ausbauen wollte, um seine Machtbasis im Rhein-Main-Gebiet zu verbessern. Allerdings geriet die Stadt schnell in die Abhängigkeit des Erzbistums Mainz. Nach der Stadtgründung blieb Altenstadt als Vorstadt mit der Wallfahrtskirche erhalten. Damals war die Wallfahrtskirche noch Stadtkirche St. Peter und Paul, erst im 16. Jahrhundert ging das Patrozinium auf die heutige Stadtkirche in der Stadt über, danach wurde die Kirche in der Altstadt zur Wallfahrtskirche.
In dieser Zeit bestand in Dieburg eine der 30 Wildhuben des Wildbannes Dreieich, welchem auch die umliegenden Wälder angehörten.
Um 1220 entstand die Stadtmauer. Ab 1239 waren die Herren von Münzenberg im Besitz der Burg. Nach deren Aussterben gelangte Dieburg in den Besitz der Grafen von Isenburg. 1277 gewährte Rudolf von Habsburg dem „oppidum Dippurch“ auf Bitten des Mainzer Erzbischofs Werner von Eppstein alle Freiheitsrechte und bestätigte die vorhandenen Stadtrechte. Zwischen 1284 und 1294 kaufte der Erzbischof von Mainz die Anteile an Burg und Stadt von den Grafen von Isenburg.
Im Jahre 1310 wurde Dieburg vollständig kurmainzisch und Residenz zahlreicher Adelsfamilien, die von hier aus ihre umliegenden Besitzungen verwalteten. Das Schloss der Familie von Fechenbach ist als Stadtmuseum erhalten, ebenso Reste des berühmten Parks des vergangenen Stockauer Schlosses derer von Groschlag. Die alte Burg wurde um 1810 fast vollständig abgerissen, zu einem Schloss der Familie Albini (Albinischloss) umgestaltet, kam 1857 in den Besitz der Stadt und dient nach einigen Umbauten heute (noch) als Landratsamt.
Für das Jahr 1368 ist die Verleihung des Münzrechts an den Henelin von Straßburg durch Erzbischof Gerlach von Nassau belegt.
 Historische Namensformen 
In historischen Dokumenten ist der Ort unter folgenden Ortsnamen belegt (in Klammern das Jahr der Erwähnung): Dieburch (1207); Ditburg (1208); Dipburg (1254); Dippurch (1262); Dipurg (1269); Diepurg (1276); Diepburg (1284); Dippurg (1286); Dyetburch (1291); Deypurg (1293); Dyburg (1297); Dypburg (1314); Dyppurg (1327); Dyepurck (1339); Ditpurg, Dytpurg (1354).
Siehe auch: Dieburger Siegel

### Frühe Neuzeit

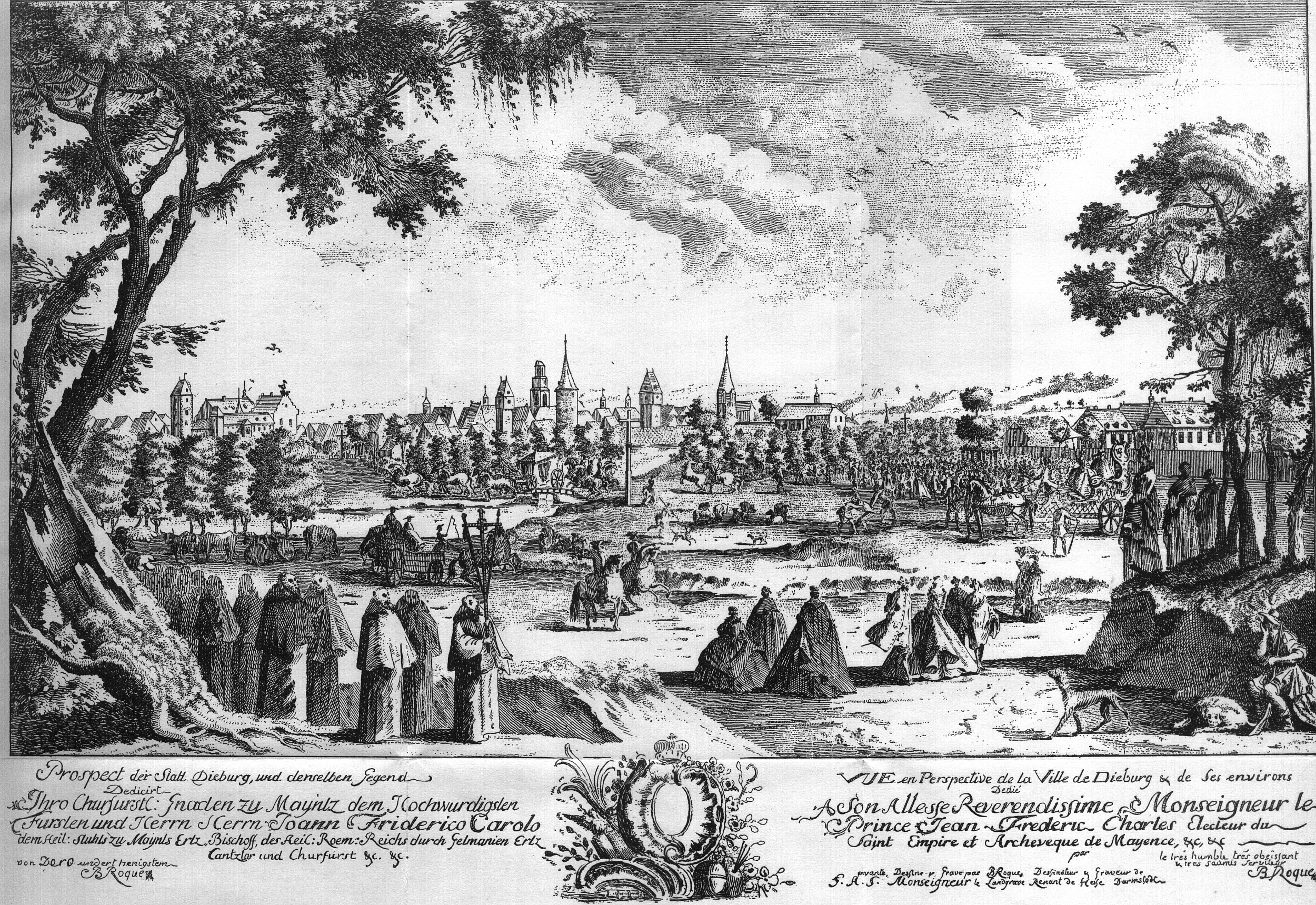
Dieburg um 1700

Im Mittelalter entwickelte sich Dieburg vor allem aufgrund seiner Lage als Etappenort zwischen den kurfürstlichen Residenzen Mainz und Aschaffenburg zu einem aufstrebenden Verwaltungs- und Wirtschaftszentrum. Seit 1553 hatte der Erzbischof von Mainz den Land- und Marktzoll zu Dieburg inne.
Die urkundliche Ersterwähnung von Bewirtungen am Aschermittwoch im Jahre 1508 gilt als erster Beleg der Dieburger Fastnacht.
Innerhalb des Mainzer Oberstiftes war Dieburg Mitglied des Neunstädtebundes, mit umfangreichen Privilegien. Im Bauernkrieg stellte sich der Bund auf die Seite der Aufständischen. Nach dessen Niederschlagung wurden diese Vorrechte von Kurfürst Albrecht von Brandenburg in der Stadtordnung von 1527 vollständig aberkannt. Im Zuge des Bauernaufstandes 1525 wurden das Schloss und der kurfürstliche Vorratskeller geplündert. Die aufständischen Bauern wurden im Odenwald und am Main von einem Söldnerheer geschlagen.
Mitte des 16. Jahrhunderts war die Mehrheit der Bürger katholisch. In den Jahren 1582 bis 1586 kam es zu Konfessionsstreitigkeiten zwischen dem protestantisch dominierten Stadtrat und dem katholischen Pfarrer.
Um 1600 entstand mitten auf dem Marktplatz das (nicht mehr erhaltene) Renaissance-Rathaus. Zwischen 1606 und 1613 litt die Bevölkerung unter einer Pestepidemie, in deren Verlauf die Hexenprozesse (seit 1596) wieder aufloderten.
Im Dreißigjährigen Krieg kam es zu Truppendurchzügen der Spanier, Pfälzer und Bayern. Mit den Soldaten wurde wieder die Pest eingeschleppt. 1622 brandschatzte der protestantische Heerführer Ernst von Mansfeld die ungeschützten Vororte. Die zweite Welle der Hexenprozesse begann 1626. Beim Friedensschluss bot Dieburg ein trostloses Bild: Die Stadt halb zerfallen, die Vorstädte zerstört, die Verteidigungsanlagen desolat, die Bevölkerung stark auf nur noch 500 Einwohner dezimiert. Es folgten der religiöse Wiederaufbau und die Wiederbelebung der Wallfahrt (1675). Mit den neu errichteten Schlössern Stockau nebst weiträumigem Schlossgarten (1699) und Fechenbach (1717) entfaltete sich auch in Dieburg barocke Pracht.
  Hexenprozesse in Dieburg 1600–1630 
Von 1600 bis 1630 sind für das Erzstift Mainz Dokumente zum Tod von 1879 Menschen als Opfer der Hexenverfolgungen erhalten geblieben. In Dieburg fanden etwa 60 Menschen den Tod auf dem Scheiterhaufen.
Der „Drache zu Dieburg“ war der Glöckner und Kupferschmied Lorenz Drach aus Dieburg. Er wurde am 18. April 1603 im kurmainzischen Aschaffenburg zusammen mit anderen Männern durch Vierteilung hingerichtet. Wegen der Verfolgung ihrer Frauen hatten die Männer eine Schmähschrift verfasst, in der die Hexenprozesse des Erzbischofs angeprangert wurden. Sie wurden beschuldigt, angeblich die Ermordung des Erzbischofs geplant zu haben.
1626 wurde Kurfürst Georg Friedrich von Greiffenclau gleich zu seinem ersten Besuch in Dieburg von der Zentmannschaft gebeten, die nötigen Untersuchungen zur Ausrottung des Lasters der Zauberei anzuordnen.
In Dieburg gab es viele der Hexerei verdächtige Personen, und das Volk war sehr aufgebracht. Zur Beruhigung der Einwohner wurde ein Hexenprozess begonnen gegen die Witwe von Martin Padt, deren Mutter zwanzig Jahre zuvor als Hexe verbrannt worden war. Am 26. Juni 1627 wurde sie verhört und am 7. Juli hingerichtet. Von der Padtin wurden viele Menschen als angebliche Mitschuldige besagt, so dass es zu einer Serie neuer Prozesse in Dieburg, Seligenstadt, Aschaffenburg usw. kam.
Als angebliche Hexentanzplätze wurden in den unter der Folter erpressten Geständnissen genannt: der Eichwasen bei Dieburg, der Humesbühl, der große Formel usw.
Ein Angeklagter, Philipp Krämer aus Dieburg, sagte im Verhör aus, dass alle Zeugenaussagen gegen ihn falsch seien und der Glaube an Hexerei nichts als Aberglauben wäre. Dafür wurde er am 6. September 1627 enthauptet und seine Leiche verbrannt.
1627 wurden nach den vorliegenden Akten in Dieburg 36 Personen hingerichtet, nach Notizen von Pfarrer Laubenheimer sogar 85 „Hexen“.
1629 begann im November eine neue Prozesswelle gegen 21 Verdächtige, und ganze Familien sind fast völlig ausgerottet worden.

### 19. Jahrhundert
Während der Napoleonischen Kriege kamen mehrmals französische Truppen nach Dieburg. 1803 wurde Kurmainz durch den Reichsdeputationshauptschluss aufgelöst und das fast 500 Jahre lang kurmainzische Dieburg kam an die Landgrafschaft Hessen-Darmstadt und wurde Verwaltungssitz des Landratsbezirks Darmstadt und 1832 Kreisstadt des Kreises Dieburg in der Provinz Starkenburg. 1806 mit dem Beitritt zum napoleonischen Rheinbund wurde die Landgrafschaft Hessen-Darmstadt zum Großherzogtum Hessen aufgewertet.
Die Statistisch-topographisch-historische Beschreibung des Großherzogthums Hessen berichtet 1829 über Dieburg:

„Dieburg (L. Bez. gl. N.) Stadt; liegt auf beiden Seiten der Gersprenz, in einer großen Ebene, und 3 St. nordöstlich von Darmstadt. Die Stadt ist theilweise noch mit einer Mauer umgeben, hat 3 Vorstädte, Altstadt, Mönfeld und Steinweg, 448 Häuser und 2965 Einw., die bis auf 62 Luth., 6 Reform. und 107 Juden katholisch sind. Unter den Einwohnern sind 24 Staatsdiener, 50 Bauern, 358 Gewerbsleute und 38 Taglöhner. Dieburg ist der Sitz des Landraths und des Steuer–Commissärs. Die Hauptgebäude sind: 1) die Pfarrkirche, war früher die Minoritenkirche und hatte 2 Thürme; die dabei stehenden Klostergebäude gingen nach und nach ein; 2) die Wallfahrtskirche, auch Muttergottes–Kapelle genannt, steht auf dem Kirchhof in der Altstadt. In dieser Kirche hatten die Groschlage und Ullner ihr Erbbegräbniß; 3) das Pfarrhaus wurde; 1740 erbaut; 4) die Hospitalskirche; ist seit 1816 in ein geräumiges und schönes Schulhaus umgewandelt; 5) das vormalige Kapucinerkloster; wurde 1650 angefangen; in den neuesten Zeiten aufgehoben; und dient nun als Fruchtspeicher und Heuboden; 6) das Freiherrl. von Albinische Schloß; mit schönen Garten Anlagen. Die alte Burg, die der 1799 im Mannsstamme erloschenen Familie von Groschlag gehörte, schenkte der Großherzog dem nun verstorbenen churmainzischen Staatsminister, Freiherrn von Albini, als Allodium, der sie zum Theil abreißen und sich dafür eine neue schönere Wohnung bauen ließ. Hier stand die alte Königsburg und nachher das mainzische Schloß. Das Ganze ist nunmehr im Besitz des Freiherrn von Uechtritz; 7) die Burg Stockau; ein Eigenthum derer von Groschlag, die sie auch erbauten. Durch eine Groschlagische Erbtochter kam sie an den Grafen von Lerchenfeld. In diesem Schlosse befindet sich eine ziemlich bedeutende Bibliothek, und um dasselbe Garten Anlagen, die noch zu Ende des vorigen Jahrhunderts zu den vorzüglichsten Teutschlands gehörten. Auch gehört dazu eine Mühle, die Stockauer Mühle genannt. In der Nähe liegt eine Kunstruine mit mehreren dahin gebrachten römischen Steinen; 8) das Rathhaus, ganz neu erbaut. Man findet ferner 5 Mahlmühlen, 1 Oehl- und 1 Pappendeckelmühle, 1 Posthalterei, eine vorzügliche Stahl und Blechwaarenfabrik, Roth- und Weißgerber, geschickte Häfner, Hutmacher, Leineweber, etc. und 1 Apotheke. Jährlich werden 5 Krämermärkte gehalten. In der Gemarkung ist eine Torfgräberei. – Dieburg scheint römischen Ursprungs zu seyn, und es darf wohl um so eher ein ansehnlicher römischer Aufenthalt hier gesucht werden, da sich zwei römische Straßen hier durchkreuzt haben. Die eine kam von Heidelberg, zog nach dem Grersprenzthal, Umstadt und Dieburg und die andere von Mudau über die Gebirgshöhe nach Obernburg, gegen Mimlingen, Kleestadt, erreichte Dieburg, erscheint bei Eppertshausen und richtete sich nach Frankfurt. Bei und in der Stadt wurden schon viele römische Münzen, so wie Aschenurnen und andere römische Gefäße gefunden; auch ein Bad wurde in der Altstadt entdeckt. Zur Zeit, als die Gegend noch königliches Domanialgut war, stand hier eine königliche Burg. Ein Hartmann war wahrscheinlich seit den Jahren 1076 – 1080 der erste Besitzer von Dieburg, und da in der Mitte des 13. Jahrhunderts die weiblichen Erben des kurz vor 1247 mit Gerlach von Büdingen ausgestorbenen alten gräfl. Büdingenschen Mannsstamms im Besitz der Stadt und Burg erscheinen, der Name Hartmann unter diesem Geschlechte fast durchgängig eingeführt war, so war jener Hartmann gewiß ein Büdinger. Der vorerwähnte Gerlach hatte 5 Töchter, die an die Häuser Isenburg, Hohenlohe, Kempnich, Breuberg und Trimperg vermählt waren. Ludwig von Isenburg, Gemahl der Heilwig von Büdingen, verkaufte 1288, zu welcher Zeit Dieburg als oppidum vorkommt, einen Theil seines Antheils von Stadt und Burg an Erzbischof Heinrich II. von Mainz und 1294 den übrigen Theil an Erzbischof Gerhard II. von Mainz. Endlich verkaufte Gottfried von Brauneck der Jüngere, 1310, den von seinem Vater ererbten Hohenlohischen Antheil von Dieburg an Erzbischof Peter von Mainz. Mainz war nun seit 1310 im vollen Besitz von Dieburg. Adolph I. verpfändete 1377 die Stadt mit ihrem Zugehör seinem Vogte zu Dieburg, Heinrich vom Rhein, für ein Anlehen von 3672 fl., so wie Erzbischof Conrad die Kellerei Dieburg den Herrn von Frankenstein verpfändete. Der Pfarrei, welche 7 Filiale hatte, wird 1284 gedacht. Die Minoriten zu Dieburg erscheinen 1291; ihr Kloster ging durch die Reformation ein. Die Kapuciner erhielten erst 1692 ein Kloster. Dieburg war schon in alten von vielen Adeligen bewohnt, unter welchen die Groschlage und Ulner den ersten Rang behaupteten. König Ludwig von Baiern ertheilte 1325 der Stadt das Recht eines Jahrmarktes; dieses wurde nachher erweitert und die Stadt zu einer Münzstadt erhoben. Zur Dieburger Mark, die ein Stück Dreieicher Königsforsts gewesen zu seyn scheint, gehörten Dieburg, Holzhausen, Münfelt, Altenstadt, Münster, Werlach, Altheim Klein- und Großzimmern, Spachbrücken, Georgenhausen, Zeilhardt, Dielshofen, Roßdorf und Gundernhausen. Das Märkergericht, wurde bei der Mühle zu Stockau gehegt, und erkannie Mainz als Obermärker an. Die vormaligen Dörfer Altenstadt und Mönfeld sind nun Vorstädte von Dieburg. Die in der Nähe gelegenen Orte Holzhausen, zunächst bei der Vorstadt Steinweg, und Werlachen, die 1429 noch vorkommen, sind ausgegangen. Die Stadt gehörte späterhin zu dem mainzischen Oberamt Steinheim, das 1802 an Hessen gekommen ist.“

Durch die frühe Anbindung an die Hessische Ludwigsbahn – der Bahnhof wurde 1861 erbaut und 1863 fertiggestellt – konnte sich Dieburg auch industriell entwickeln. Ebenso entstanden ca. 200 Handwerksbetriebe. 1895 wurde Dieburg an die Dreieichbahn angebunden.

### Ab dem 20. Jahrhundert
Dieburg in der Zeit des Nationalsozialismus
Dieburg in der Nachkriegszeit
1977 wurde der Landkreis Dieburg mit dem Landkreis Darmstadt zum Landkreis Darmstadt-Dieburg vereinigt. Dieburg verlor so seinen Kreisstadtstatus. Seit 2004 werden Teile des teilweise in Dieburg noch ansässigen Landratsamts nach Darmstadt-Kranichstein (das nicht dem Landkreis angehört) übersiedelt. Die Staatliche Abteilung wird dafür in Dieburg (auch für den Westkreis) konzentriert. Durch den von der Landesregierung betriebenen Abzug des Kataster-, Gesundheits- und Schulamts wird die 1900 Jahre währende Mittelpunktfunktion in der Verwaltung der Region aus finanziellen Gründen weiter erheblich geschwächt. Mittlerweile stehen zwei denkmalgeschützte Landesliegenschaften aus der Gründerzeit (das alte Amtsgericht und die alte Polizeistation, die durch einen Neubau am Stadtrand ersetzt wurde) leer.
Im Zuge der Gebietsreform in Hessen wurde die Stadt Dieburg als eine von nur 31 Kommunen in Hessen nicht verändert. Die benachbarten Gemeinden Semd und Klein-Zimmern versuchten zwar 1972 eingemeindet zu werden, die Stadt Dieburg lehnte aber ab.

### Verwaltungsgeschichte im Überblick
Die folgende Liste zeigt die Staaten und Verwaltungseinheiten, denen Dieburg angehört(e):
- vor 1803: Heiliges Römisches Reich, Kurmainz, Oberes Erzstift, Oberamt Steinheim, Amtsvogtei Dieburg
- ab 1803: Heiliges Römisches Reich, Landgrafschaft Hessen-Darmstadt,[Anm. 2] Fürstentum Starkenburg, Amtsvogtei Dieburg
- ab 1806: Großherzogtum Hessen,[Anm. 3] Fürstentum Starkenburg, Amt Dieburg[13]
- ab 1815: Großherzogtum Hessen, Provinz Starkenburg, Amt Dieburg
- ab 1821: Großherzogtum Hessen, Provinz Starkenburg, Landratsbezirk Dieburg[Anm. 4]
- ab 1832: Großherzogtum Hessen, Provinz Starkenburg, Kreis Dieburg
- ab 1848: Großherzogtum Hessen, Regierungsbezirk Dieburg
- ab 1852: Großherzogtum Hessen, Provinz Starkenburg, Kreis Dieburg
- ab 1871: Deutsches Reich, Großherzogtum Hessen, Provinz Starkenburg, Kreis Dieburg
- ab 1918: Deutsches Reich (Weimarer Republik), Volksstaat Hessen, Provinz Starkenburg, Kreis Dieburg
- ab 1938: Deutsches Reich, Volksstaat Hessen, Landkreis Dieburg[14][Anm. 5]
- ab 1945: Amerikanische Besatzungszone,[Anm. 6] Groß-Hessen, Regierungsbezirk Darmstadt, Landkreis Dieburg
- ab 1946: Amerikanische Besatzungszone, Hessen, Regierungsbezirk Darmstadt, Landkreis Dieburg
- ab 1949: Bundesrepublik Deutschland, Hessen, Regierungsbezirk Darmstadt, Landkreis Dieburg
- ab 1977: Bundesrepublik Deutschland, Hessen, Regierungsbezirk Darmstadt, Landkreis Darmstadt-Dieburg

## Bevölkerung

### Einwohnerstruktur 2011
Nach den Erhebungen des Zensus 2011 lebten am Stichtag dem 9. Mai 2011 in Dieburg 14.528 Einwohner. Darunter waren 1381 (9,5 %) Ausländer, von denen 483 aus dem EU-Ausland, 661 aus anderen europäischen Ländern und 237 aus anderen Staaten kamen. Von den deutschen Einwohnern hatten 12,2 % einen Migrationshintergrund. (Bis zum Jahr 2020 erhöhte sich die Ausländerquote auf 13,6 %.) Nach dem Lebensalter waren 2610 Einwohner unter 18 Jahren, 6259 zwischen 18 und 49, 2903 zwischen 50 und 64 und 2752 Einwohner waren älter. Die Einwohner lebten in 6214 Haushalten. Davon waren 1951 Singlehaushalte, 1728 Paare ohne Kinder und 1824 Paare mit Kindern, sowie 535 Alleinerziehende und 176 Wohngemeinschaften. In 1312 Haushalten lebten ausschließlich Senioren und in 4279 Haushaltungen lebten keine Senioren.

### Einwohnerentwicklung
| Quelle: Historisches Ortslexikon |                                                                                               |
| • 1485:                          | 0040 Hofstätten in Altenstadt und Minnefeld in mainzischem Besitz, 11 Häuser auf dem Steinweg |
| • 1508:                          | 0341 Familien                                                                                 |
| • 1545:                          | 0333 steuerpflichtige Haushaltsvorstände                                                      |
| • 1618:                          | 1816 bzw. 2600 Einwohner                                                                      |
| • 1806:                          | 2216 Einwohner, 408 Häuser                                                                    |
| • 1829:                          | 2965 Einwohner, 448 Häuser                                                                    |
| • 1867:                          | 3617 Einwohner, 530 Häuser                                                                    |

| Dieburg: Einwohnerzahlen von 1648 bis 2020 | Dieburg: Einwohnerzahlen von 1648 bis 2020 | Dieburg: Einwohnerzahlen von 1648 bis 2020 | Dieburg: Einwohnerzahlen von 1648 bis 2020 | Dieburg: Einwohnerzahlen von 1648 bis 2020 |
| --- | ------------------------------------------ | ------------------------------------------ | ------------------------------------------ | ------------------------------------------ |
| Jahr |                                            |                                            |                                            | Einwohner                                  |
| 1648 | 1648                                       |                                            | 500                                        | 500                                        |
| 1659 | 1659                                       |                                            | 975                                        | 975                                        |
| 1663 | 1663                                       |                                            | 1.185                                      | 1.185                                      |
| 1695 | 1695                                       |                                            | 1.500                                      | 1.500                                      |
| 1730 | 1730                                       |                                            | ?                                          | ?                                          |
| 1770 | 1770                                       |                                            | ?                                          | ?                                          |
| 1806 | 1806                                       |                                            | 2.216                                      | 2.216                                      |
| 1829 | 1829                                       |                                            | 2.965                                      | 2.965                                      |
| 1834 | 1834                                       |                                            | 3.042                                      | 3.042                                      |
| 1840 | 1840                                       |                                            | 3.541                                      | 3.541                                      |
| 1846 | 1846                                       |                                            | 3.602                                      | 3.602                                      |
| 1852 | 1852                                       |                                            | 3.680                                      | 3.680                                      |
| 1858 | 1858                                       |                                            | 3.707                                      | 3.707                                      |
| 1864 | 1864                                       |                                            | 3.591                                      | 3.591                                      |
| 1871 | 1871                                       |                                            | 3.736                                      | 3.736                                      |
| 1875 | 1875                                       |                                            | 3.927                                      | 3.927                                      |
| 1885 | 1885                                       |                                            | 4.160                                      | 4.160                                      |
| 1895 | 1895                                       |                                            | 4.782                                      | 4.782                                      |
| 1905 | 1905                                       |                                            | 5.557                                      | 5.557                                      |
| 1910 | 1910                                       |                                            | 5.755                                      | 5.755                                      |
| 1925 | 1925                                       |                                            | 6.139                                      | 6.139                                      |
| 1939 | 1939                                       |                                            | 6.584                                      | 6.584                                      |
| 1946 | 1946                                       |                                            | 7.884                                      | 7.884                                      |
| 1950 | 1950                                       |                                            | 8.562                                      | 8.562                                      |
| 1956 | 1956                                       |                                            | 8.979                                      | 8.979                                      |
| 1961 | 1961                                       |                                            | 9.532                                      | 9.532                                      |
| 1967 | 1967                                       |                                            | 10.629                                     | 10.629                                     |
| 1970 | 1970                                       |                                            | 11.394                                     | 11.394                                     |
| 1972 | 1972                                       |                                            | 12.267                                     | 12.267                                     |
| 1980 | 1980                                       |                                            | 13.128                                     | 13.128                                     |
| 1985 | 1985                                       |                                            | 12.643                                     | 12.643                                     |
| 1990 | 1990                                       |                                            | 13.944                                     | 13.944                                     |
| 1995 | 1995                                       |                                            | 14.235                                     | 14.235                                     |
| 2000 | 2000                                       |                                            | 15.133                                     | 15.133                                     |
| 2005 | 2005                                       |                                            | 15.262                                     | 15.262                                     |
| 2011 | 2011                                       |                                            | 14.528                                     | 14.528                                     |
| 2015 | 2015                                       |                                            | 15.500                                     | 15.500                                     |
| 2020 | 2020                                       |                                            | 15.537                                     | 15.537                                     |
| Datenquelle: Historisches Gemeindeverzeichnis für Hessen: Die Bevölkerung der Gemeinden 1834 bis 1967. Wiesbaden: Hessisches Statistisches Landesamt, 1968. Weitere Quellen: LAGIS; 1972:; Hessisches Statistisches Informationssystem; Zensus 2011 |                                            |                                            |                                            |                                            |

### Historische Religionszugehörigkeit
| • 1829: | 62 lutheranische (= 2,01 %), 9 reformierte (= 0,20 %), 107 jüdische (= 3,61 %) und 2790 katholische (= 94,10 %) Einwohner                           |
| • 1961: | 2252 evangelische (= 23,63 %), 7094 katholische (= 74,42 %) Einwohner                                                                               |
| • 2011: | 3820 evangelische (= 26,6 %), 6090 katholische (= 42,4 %), 160 orthodoxe (= 1,1 %), 350 andersgläubig (= 2,5 %), 3790 sonstige (= 26,4 %) Einwohner |

### Erwerbstätigkeit
Die Gemeinde im Vergleich mit Landkreis, Regierungsbezirk Darmstadt und Hessen:
|                                                   | Jahr | Gemeinde | Landkreis | Regierungsbezirk | Hessen    |
| ------------------------------------------------- | ---- | -------- | --------- | ---------------- | --------- |
| Sozialversicherungspflichtig Beschäftigte         | 2017 | 8.008    | 74.525    | 1.695.567        | 2.524.156 |
| Veränderung zu                                    | 2000 | +33,5 %  | +21,1 %   | +16,1 %          | +16,0 %   |
| davon Vollzeit                                    | 2017 | 74,8 %   | 68,3 %    | 72,8 %           | 71,8 %    |
| davon Teilzeit                                    | 2017 | 25,2 %   | 31,7 %    | 27,2 %           | 28,2 %    |
| Ausschließlich geringfügig entlohnte Beschäftigte | 2017 | 1.313    | 15.305    | 224.267          | 372.991   |
| Veränderung zu                                    | 2000 | +19,5 %  | +14,4 %   | +9,0 %           | +8,8 %    |

| Branche                         | Jahr | Gemeinde | Landkreis | Regierungsbezirk | Hessen |
| ------------------------------- | ---- | -------- | --------- | ---------------- | ------ |
| Produzierendes Gewerbe          | 2000 | 17,5 %   | 41,1 %    | 27,0 %           | 30,6 % |
|                                 | 2017 | *) %     | 31,3 %    | 20,4 %           | 24,3 % |
| Handel, Gastgewerbe und Verkehr | 2000 | 43,7 %   | 26,1 %    | 26,4 %           | 25,1 % |
|                                 | 2017 | 36,3 %   | 26,8 %    | 24,7 %           | 23,8 % |
| Unternehmensdienstleistungen    | 2000 | 09,0 %   | 11,6 %    | 25,1 %           | 20,2 % |
|                                 | 2017 | 17,9 %   | 17,1 %    | 31,6 %           | 26,1 % |
| Sonstige Dienstleistungen       | 2000 | 24,0 %   | 18,8 %    | 20,1 %           | 22,5 % |
|                                 | 2017 | 18,9 %   | 23,6 %    | 23,0 %           | 25,4 % |
| Sonstiges (bzw. ohne Zuordnung) | 2000 | 05,8 %   | 02,4 %    | 01,4 %           | 01,5 % |
|                                 | 2017 | 26,8 %   | 01,1 %    | 00,3 %           | 00,4 % |

*) anonymisiert

## Politik

### Stadtverordnetenversammlung
Die Stadtverordnetenversammlung ist das oberste Organ der Stadt. Ihre politische Zusammensetzung wird alle fünf Jahre in der Kommunalwahl durch die Wahlbevölkerung der Stadt bestimmt. Wählen darf, wer das 18. Lebensjahr vollendet hat und Deutscher Staatsbürger im Sinne des Grundgesetzes oder Staatsangehöriger eines der übrigen Mitgliedstaaten der Europäischen Union ist. Für alle gilt, dass sie seit mindestens drei Monaten in der Stadt gemeldet sein müssen.
Die Kommunalwahl am 14. März 2021 lieferte folgendes Ergebnis, in Vergleich gesetzt zu früheren Kommunalwahlen:
| Sitzverteilung in der Stadtverordnetenversammlung 2021Insgesamt 37 Sitze - SPD: 7 - Grüne: 8 - FDP: 4 - CDU: 13 - UWD: 5 | Wahlvorschläge | Wahlvorschläge | CDU  | SPD  | Grüne g | FDP  | UWD u | Sitzverteilung |
| Sitzverteilung in der Stadtverordnetenversammlung 2021Insgesamt 37 Sitze - SPD: 7 - Grüne: 8 - FDP: 4 - CDU: 13 - UWD: 5 | 2021           | Stimmanteil a  | 35,9 | 17,9 | 22,7    | 9,3  | 14,2  | Die zur Anzeige dieser Grafik verwendete Erweiterung wurde dauerhaft deaktiviert. Wir arbeiten aktuell daran, diese und weitere betroffene Grafiken auf ein neues Format umzustellen. (Mehr dazu) |
| Sitzverteilung in der Stadtverordnetenversammlung 2021Insgesamt 37 Sitze - SPD: 7 - Grüne: 8 - FDP: 4 - CDU: 13 - UWD: 5 |                | Sitze (von 37) | 13   | 7    | 8       | 4    | 5     | Die zur Anzeige dieser Grafik verwendete Erweiterung wurde dauerhaft deaktiviert. Wir arbeiten aktuell daran, diese und weitere betroffene Grafiken auf ein neues Format umzustellen. (Mehr dazu) |
| Sitzverteilung in der Stadtverordnetenversammlung 2021Insgesamt 37 Sitze - SPD: 7 - Grüne: 8 - FDP: 4 - CDU: 13 - UWD: 5 | 2016           | Stimmanteil a  | 38,8 | 22,3 | 16,9    | 11,6 | 10,4  | Die zur Anzeige dieser Grafik verwendete Erweiterung wurde dauerhaft deaktiviert. Wir arbeiten aktuell daran, diese und weitere betroffene Grafiken auf ein neues Format umzustellen. (Mehr dazu) |
| Sitzverteilung in der Stadtverordnetenversammlung 2021Insgesamt 37 Sitze - SPD: 7 - Grüne: 8 - FDP: 4 - CDU: 13 - UWD: 5 |                | Sitze (von 37) | 15   | 8    | 6       | 4    | 4     | Die zur Anzeige dieser Grafik verwendete Erweiterung wurde dauerhaft deaktiviert. Wir arbeiten aktuell daran, diese und weitere betroffene Grafiken auf ein neues Format umzustellen. (Mehr dazu) |
| Sitzverteilung in der Stadtverordnetenversammlung 2021Insgesamt 37 Sitze - SPD: 7 - Grüne: 8 - FDP: 4 - CDU: 13 - UWD: 5 | 2011           | Stimmanteil a  | 38,8 | 23,6 | 21,1    | 9,2  | 7,2   | Die zur Anzeige dieser Grafik verwendete Erweiterung wurde dauerhaft deaktiviert. Wir arbeiten aktuell daran, diese und weitere betroffene Grafiken auf ein neues Format umzustellen. (Mehr dazu) |
| Sitzverteilung in der Stadtverordnetenversammlung 2021Insgesamt 37 Sitze - SPD: 7 - Grüne: 8 - FDP: 4 - CDU: 13 - UWD: 5 |                | Sitze (von 37) | 14   | 9    | 8       | 3    | 3     | Die zur Anzeige dieser Grafik verwendete Erweiterung wurde dauerhaft deaktiviert. Wir arbeiten aktuell daran, diese und weitere betroffene Grafiken auf ein neues Format umzustellen. (Mehr dazu) |
| Sitzverteilung in der Stadtverordnetenversammlung 2021Insgesamt 37 Sitze - SPD: 7 - Grüne: 8 - FDP: 4 - CDU: 13 - UWD: 5 | 2006           | Stimmanteil a  | 45,7 | 21,9 | 12,8    | 11,0 | 8,5   | Die zur Anzeige dieser Grafik verwendete Erweiterung wurde dauerhaft deaktiviert. Wir arbeiten aktuell daran, diese und weitere betroffene Grafiken auf ein neues Format umzustellen. (Mehr dazu) |
| Sitzverteilung in der Stadtverordnetenversammlung 2021Insgesamt 37 Sitze - SPD: 7 - Grüne: 8 - FDP: 4 - CDU: 13 - UWD: 5 |                | Sitze (von 37) | 17   | 8    | 5       | 4    | 3     | Die zur Anzeige dieser Grafik verwendete Erweiterung wurde dauerhaft deaktiviert. Wir arbeiten aktuell daran, diese und weitere betroffene Grafiken auf ein neues Format umzustellen. (Mehr dazu) |
| Sitzverteilung in der Stadtverordnetenversammlung 2021Insgesamt 37 Sitze - SPD: 7 - Grüne: 8 - FDP: 4 - CDU: 13 - UWD: 5 | 2001 i         | Stimmanteil a  | 47,3 | 28,0 | 10,1    | 9,2  | 5,3   | Die zur Anzeige dieser Grafik verwendete Erweiterung wurde dauerhaft deaktiviert. Wir arbeiten aktuell daran, diese und weitere betroffene Grafiken auf ein neues Format umzustellen. (Mehr dazu) |
| Sitzverteilung in der Stadtverordnetenversammlung 2021Insgesamt 37 Sitze - SPD: 7 - Grüne: 8 - FDP: 4 - CDU: 13 - UWD: 5 |                | Sitze (von 37) | 18   | 10   | 4       | 3    | 2     | Die zur Anzeige dieser Grafik verwendete Erweiterung wurde dauerhaft deaktiviert. Wir arbeiten aktuell daran, diese und weitere betroffene Grafiken auf ein neues Format umzustellen. (Mehr dazu) |
| Sitzverteilung in der Stadtverordnetenversammlung 2021Insgesamt 37 Sitze - SPD: 7 - Grüne: 8 - FDP: 4 - CDU: 13 - UWD: 5 | 1997 n         | Stimmanteil a  | 49,6 | 23,9 | 10,9    | 6,4  | 5,9   | Die zur Anzeige dieser Grafik verwendete Erweiterung wurde dauerhaft deaktiviert. Wir arbeiten aktuell daran, diese und weitere betroffene Grafiken auf ein neues Format umzustellen. (Mehr dazu) |
| Sitzverteilung in der Stadtverordnetenversammlung 2021Insgesamt 37 Sitze - SPD: 7 - Grüne: 8 - FDP: 4 - CDU: 13 - UWD: 5 |                | Sitze (von 37) | 19   | 9    | 4       | 3    | 2     | Die zur Anzeige dieser Grafik verwendete Erweiterung wurde dauerhaft deaktiviert. Wir arbeiten aktuell daran, diese und weitere betroffene Grafiken auf ein neues Format umzustellen. (Mehr dazu) |
| Sitzverteilung in der Stadtverordnetenversammlung 2021Insgesamt 37 Sitze - SPD: 7 - Grüne: 8 - FDP: 4 - CDU: 13 - UWD: 5 | Wahlvorschläge | Wahlvorschläge | CDU  | SPD  | Grüne   | FDP  | UWD   | Sitzverteilung |

Es waren 37 Stadtverordnete für die Legislaturperiode vom 1. April 2016 bis 31. März 2021 zu wählen.  Von 11.868 Wahlberechtigten gingen 6.107 zur Wahl. Somit fiel die Wahlbeteiligung von 57,4 % im Jahr 2011 auf 51,5 % im Jahr 2016.

### Bürgermeister
Nach der hessischen Kommunalverfassung wird der Bürgermeister für eine sechsjährige Amtszeit gewählt, seit dem Jahr 1993 in einer Direktwahl, und ist Vorsitzender des Magistrats, dem in der Stadt Dieburg neben dem Bürgermeister ehrenamtlich ein Erster Stadtrat und fünf weitere Stadträte angehören. Bürgermeister ist seit dem 10. August 2017 der parteiunabhängige Frank Haus. Er wurde als Nachfolger von Werner Thomas, der nach zwei Amtszeiten nicht wieder kandidiert hatte, am 12. März 2017 im ersten Wahlgang bei 58,8 Prozent Wahlbeteiligung mit 50,2 Prozent der Stimmen gewählt. Es folgte eine Wiederwahl im März 2023.
Amtszeiten der Bürgermeister
- 2017–2029 Frank Haus[32]
- 2005–2017 Werner Thomas[33]
- 1987–2005 Peter Christ (CDU)
- 1983–1987 Helmut Aelken (CDU)
- 1976–1982 Stephan Schmitt (CDU)
- 1945–1975 Ludwig Steinmetz (CDU)

Eine separate Liste der Bürgermeister der Stadt Dieburg reicht zurück bis in das Jahr 1821.

### Wappen und Flagge
Wappen

Blasonierung: „In Blau der Hl. Martin mit goldenem Nimbus und goldener Rüstung auf einem nach links schreitenden silbernen Roß, seinen roten Mantel durch das linkshändig gehaltene Schwert mit dem zu seinen Füßen kauernden Bettler teilend.“
Das Recht zur Führung eines Wappens wurde der Stadt Dieburg im damaligen Landkreis Dieburg am 30. Oktober 1952 durch den Hessischen Innenminister verliehen.
In seiner heutigen Form wurde es durch den Heraldiker Georg Massoth im Jahr 1950 gestaltet.
Sankt Martin ist schon auf den ältesten bekannten Siegeln der Stadt von 1421 zu sehen. Er ist der Schutzheilige des Bistums Mainz bzw. von Kurmainz, zu dem Dieburg bis 1803 gehörte. Nur 1712 zeigte ein Siegel der Stadt ein lateinisches D, umgeben von drei Sternen, die wohl die Vorstädte symbolisieren sollten.
Flagge
Die Flagge wurde der Stadt am 20. Juli 1954 durch das Hessische Innenministerium genehmigt und wird wie folgt beschrieben:
Flaggenbeschreibung: „Auf der weißen Mittelbahn des blau-weiß-blauen Flaggentuches das Wappen der Kreisstadt Dieburg.“

### Städtepartnerschaften
Dieburg unterhält Partnerschaften mit folgenden Städten:
|  | Aubergenville, Frankreich, seit 1975  |
|  | Vielau, Deutschland, seit 1990        |
|  | Mladá Boleslav, Tschechien, seit 1997 |

## Kultur und Sehenswürdigkeiten

### Bauwerke
Das durch seine zahlreichen Fachwerkhäuser geprägte Dieburg ist als Gesamtensemble sehenswert. Bedeutende Bauwerke sind:
- Kapuzinerkloster Dieburg (früher in Altstadt, heute im Minnefeld)
- Mittelalterliches Badhaus
- Schloss Fechenbach (Kreis- und Stadtmuseum – Museum Schloss Fechenbach)
- Mühlturm
- Schlossgarten
- klassizistisches Rathaus
- Wolfgangsee (Spaziergang)
- Burganlage Dieburg
- Wallfahrtskirche mit Pietà
- Evangelische Kirche
- kath. Pfarrkirche Sankt Peter und Paul, auch Stadtkirche genannt
- kath. Kirche Sankt Wolfgang
- Rochuskapelle (im St. Rochus Krankenhaus)
- Neuapostolische Kirche

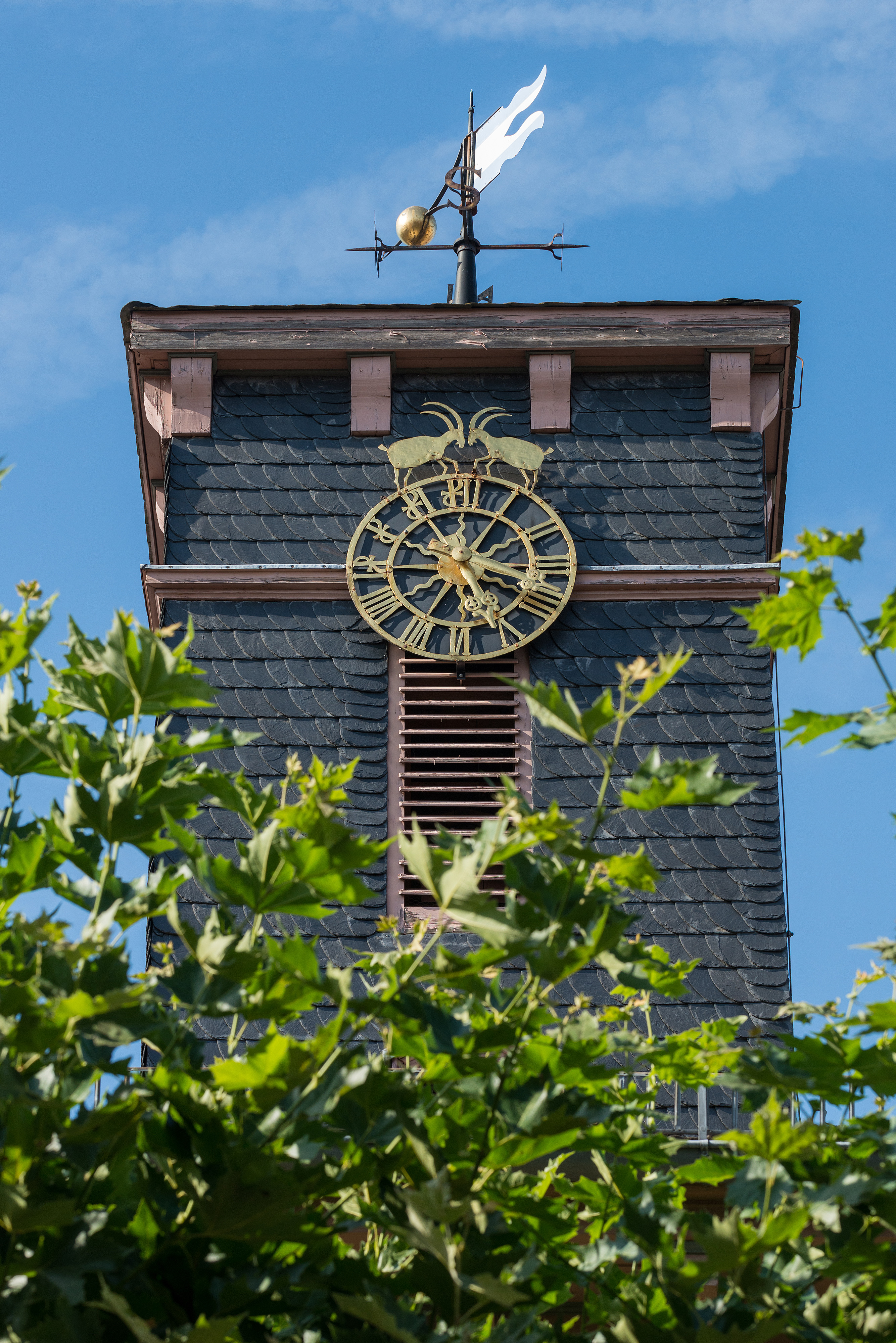
Die Gaasbecksuhr über dem Rathaus, benannt nach den beiden sie zierenden Geißböcken
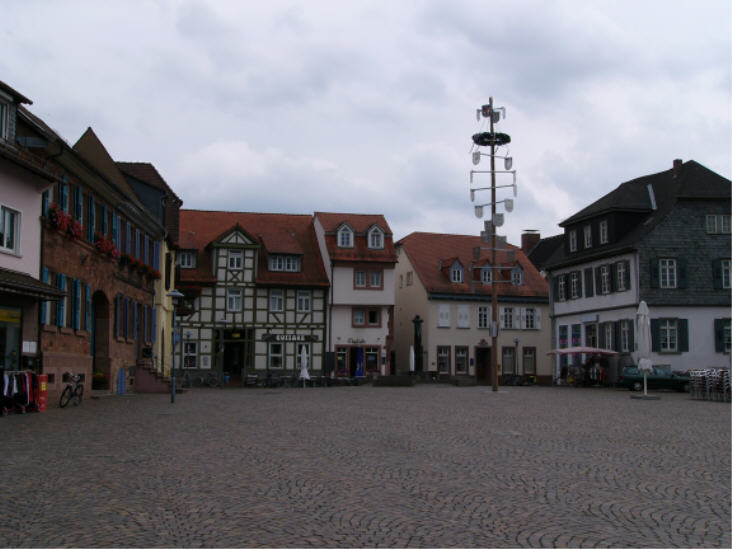
Marktplatz in Dieburg
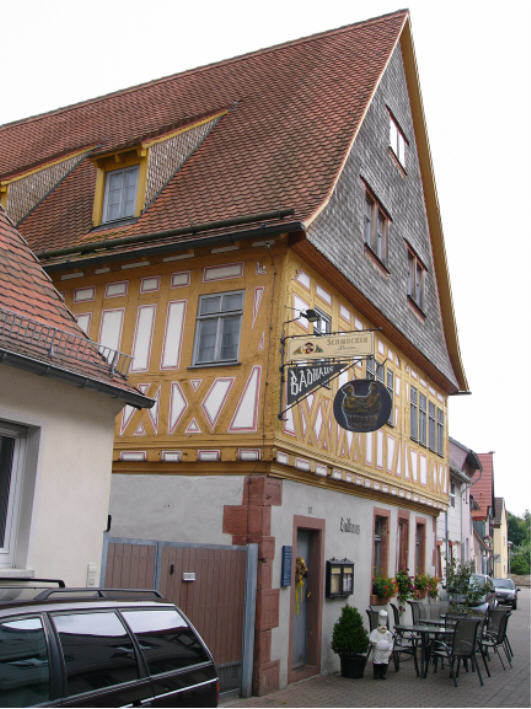
Mittelalterliches Badhaus
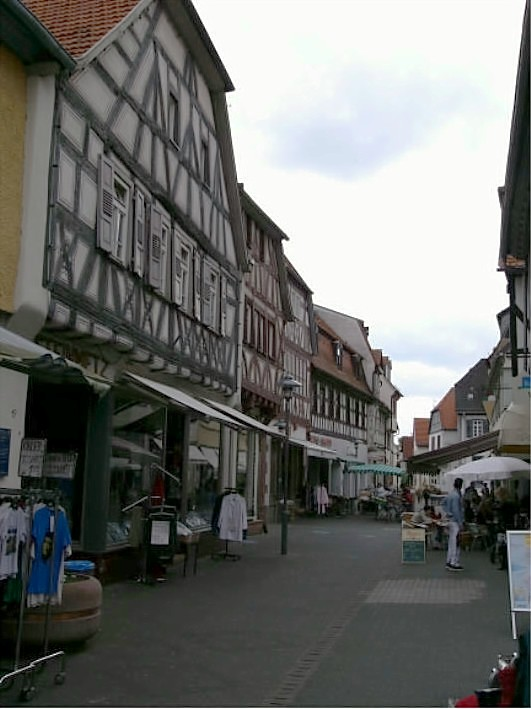
Zuckerstraße in Dieburg
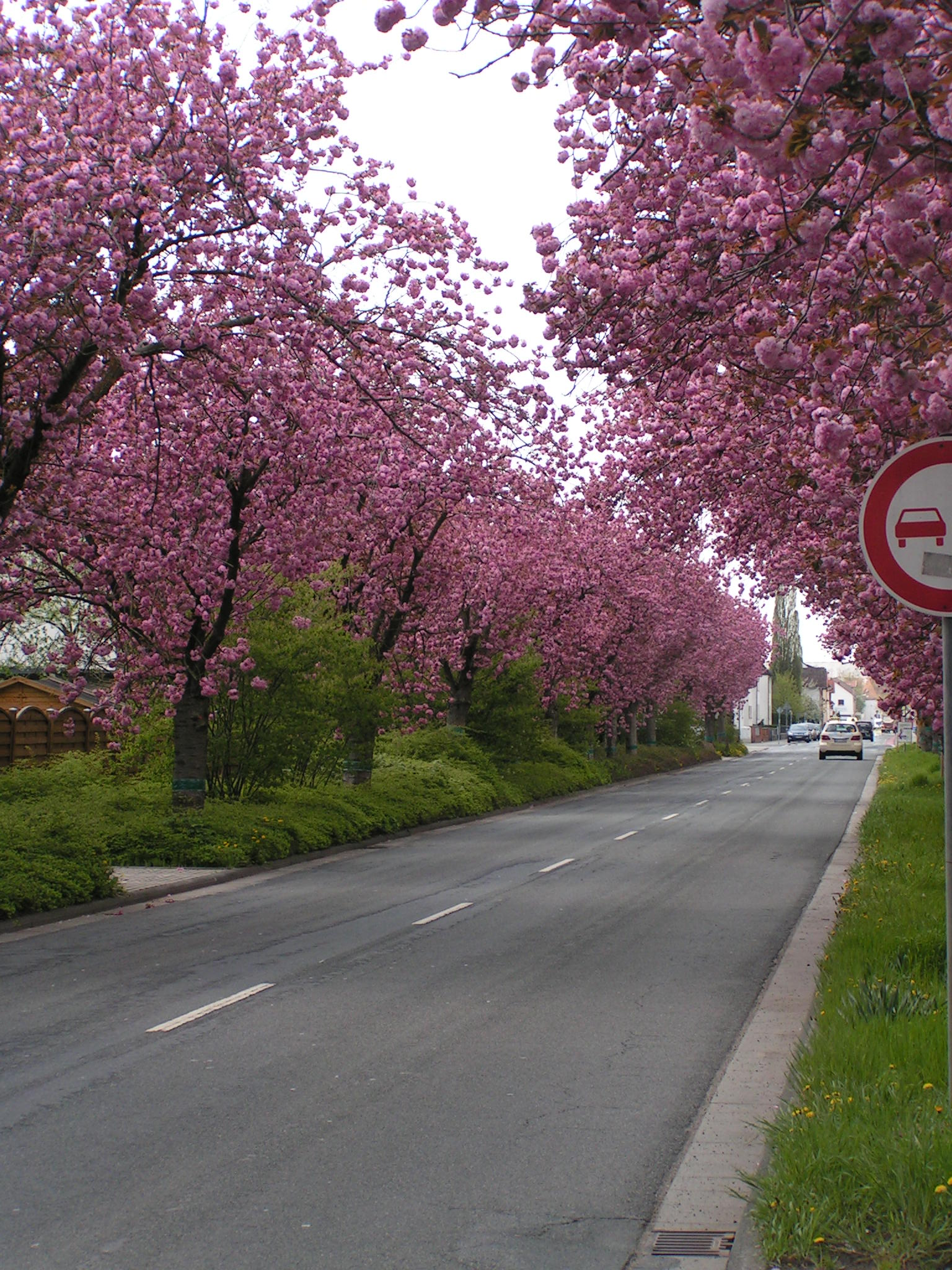
Kirschblüten auf der Aschaffenburger Straße
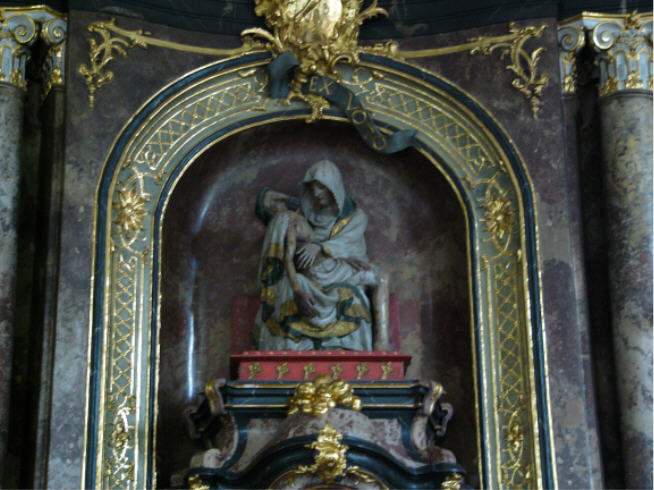
Pietà in der Wallfahrtskirche
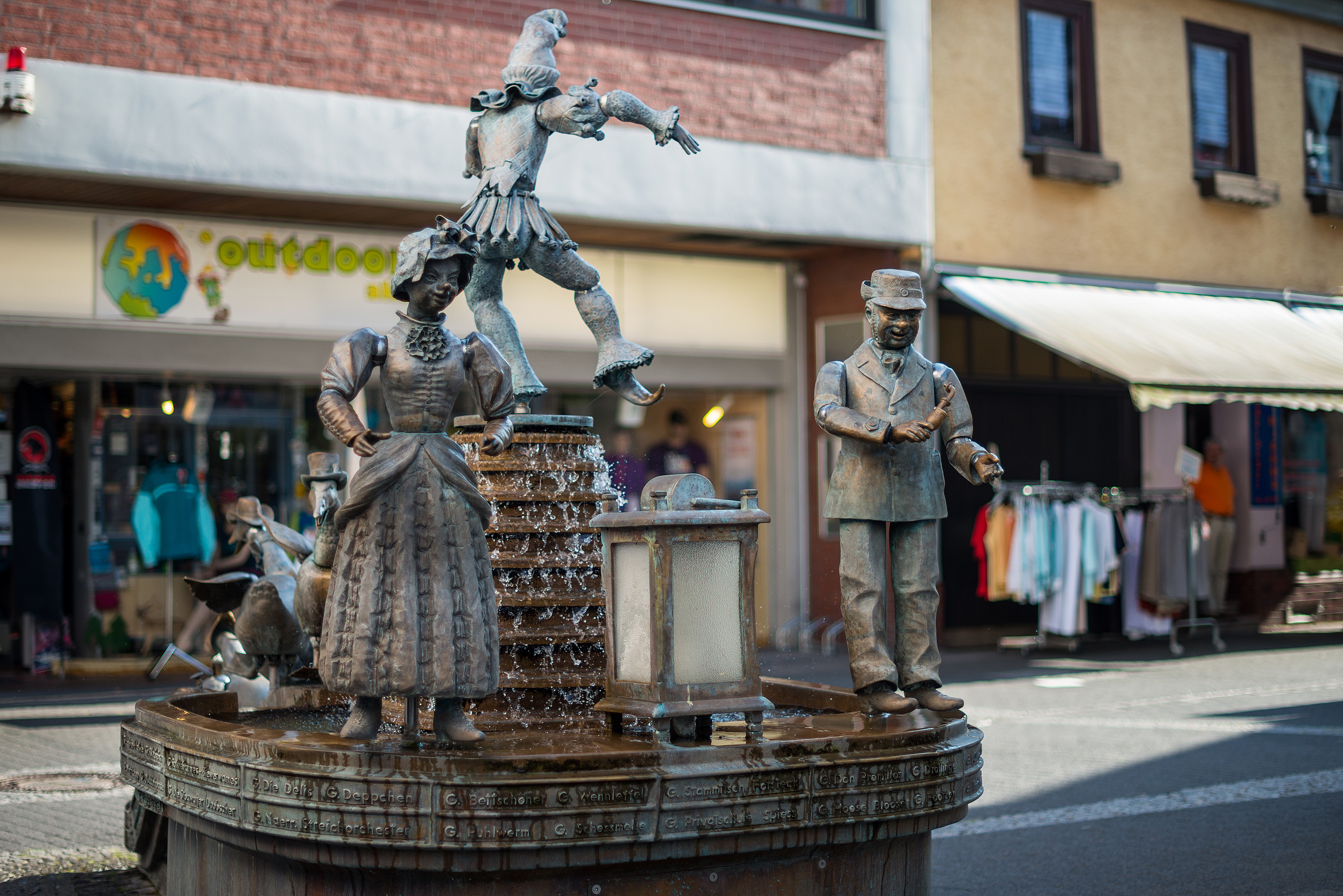
Fastnachtsbrunnen in Dieburg
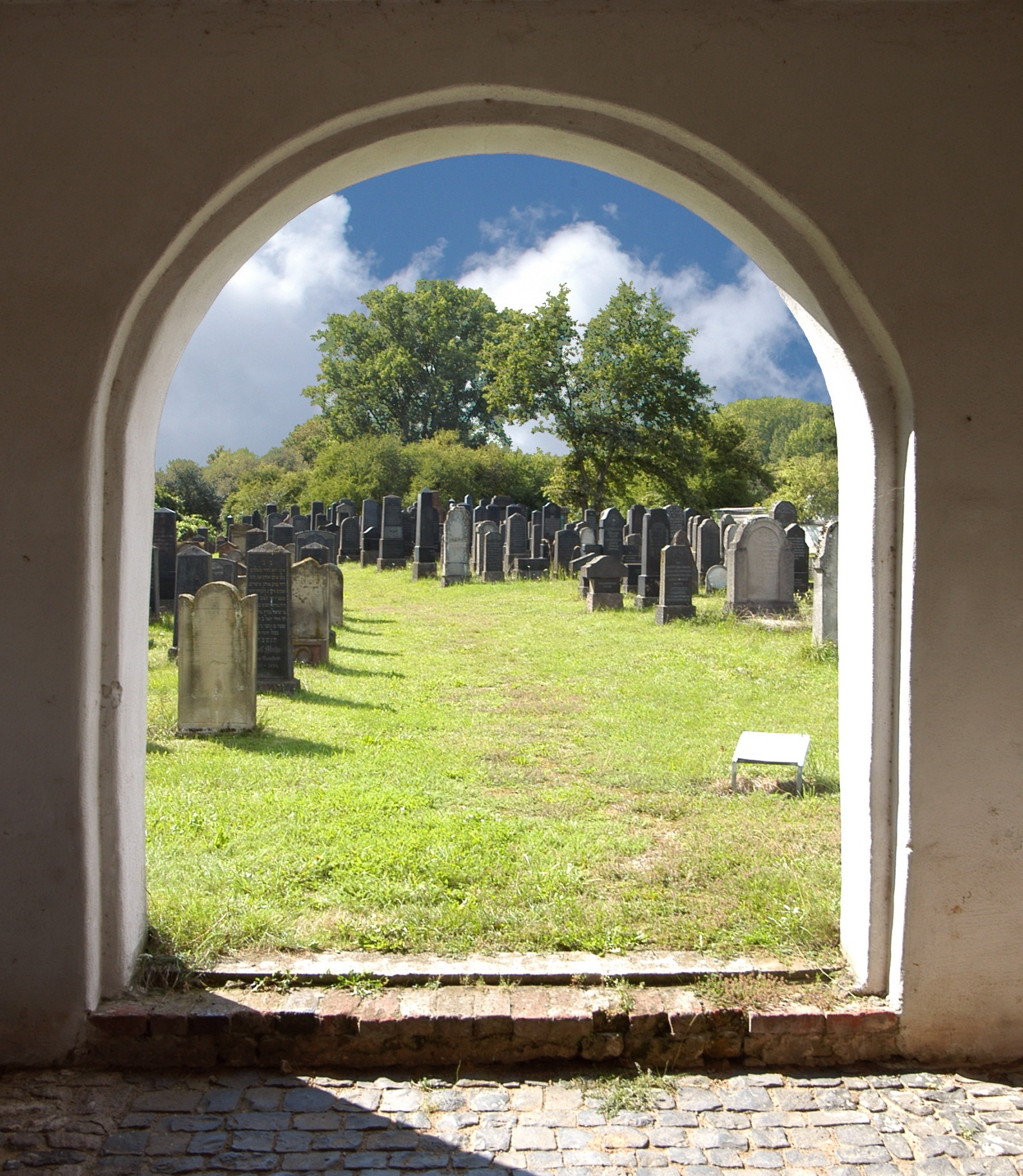
Jüdischer Friedhof

### Parkanlagen
- Park Fechenbach
- Schlossgarten

### Natur und Schutzgebiete
In der Dieburger Gemarkung sind zwei Feuchtgebiete geschützt: die Naturschutzgebiete „Das große Hörmes bei Dieburg“ und die „Fohlenweide von Dieburg“. Westlich von Dieburg befindet sich das Natura-2000-Gebiet „Sandmagerrasen am Spießfeld westlich Dieburg“ (FFH-Gebiet DE6118302).
Südwestlich und nördlich vom Stadtgebiet liegen zwei Teilflächen des Landschaftsschutzgebiets „Auenverbund Untere Gersprenz“ (WDPA 378406).
Im Osten gehören Waldbestände zum „Landschaftsschutzgebiet Landkreis Dieburg“ (WDPA 378513).

### Regelmäßige Veranstaltungen
- Blaue Nacht (alle zwei Jahre – in Jahren mit ungerader Jahreszahl – zu Beginn des Sommers)[44]
- Schlossgartenfest
- Wallfahrten (im September und Mai) zur Wallfahrtskirche Dieburg
- Dieburger Schlosskonzerte
- Dieburger Stadtlauf[45]
- Martinsmarkt
- Fastnachtsveranstaltungen in Dieburg
- Maimarkt
- Traffic Jam Festival
- Sommerfest der Naturfreunde auf der Moret (September)[46]
- Glückstaler-Markt (4 Wochenende vor Weihnachten)
- Dieburger Trabrenntag

### Sport
Sportanlagen:
- Ludwig-Steinmetz-Bad
- Trainingsbad Dieburg
- Trabrennbahn Dieburg
- Sportplatz am Schlossgarten
- Hassia Fußballplatz
- DJK Sportgelände
- Tennisplatz am Schlossgarten
- Skatepark

Historische Bedeutung haben die von 1948 bis 1955 ausgetragenen Motorrad- und Automobilrennen um das Dieburger Dreieck.
Sportvereine:
- Turnverein 1863 Dieburg e. V. (Gerätturnen, Leichtathletik, Basketball, Faustball, Gymnastik & Tanz, Badminton, Volleyball, Judo, Tanzsport, Kindersport, Gesundheitssport, Breitensport)
- Sportclub Hassia 1913 Dieburg e. V. (Fußball)
- Sportgemeinschaft Grün-Gelb 1976 Dieburg e. V. (Handball)
- Sportverein Blau-Gelb 1959 Dieburg e. V. (Tennis)
- Sportverein DJK Viktoria Dieburg e. V. (Fußball, Tischtennis)
- Club de Pétanque e. V. (Pétanque)
- Sportclub Haxnknacker Dieburg e. V.

## Wirtschaft und Infrastruktur

### Flächennutzung
Das Gemeindegebiet umfasst eine Gesamtfläche von 2308 Hektar, davon entfallen in ha auf:
| Nutzungsart             | Nutzungsart             | 2011 | 2015 |
| ----------------------- | ----------------------- | ---- | ---- |
| Gebäude- und Freifläche | Gebäude- und Freifläche | 376  | 346  |
| davon                   | Wohnen                  | 215  | 215  |
|                         | Gewerbe                 | 37   | 70   |
| Betriebsfläche          | Betriebsfläche          | 45   | 33   |
| davon                   | Abbauland               | 12   | 12   |
| Erholungsfläche         | Erholungsfläche         | 61   | 59   |
| davon                   | Grünanlage              | 33   | 32   |
| Verkehrsfläche          | Verkehrsfläche          | 212  | 212  |
| Landwirtschaftsfläche   | Landwirtschaftsfläche   | 480  | 467  |
| davon                   | Moor                    | 0    | 0    |
|                         | Heide                   | 0    | 0    |
| Waldfläche              | Waldfläche              | 1080 | 1077 |
| Wasserfläche            | Wasserfläche            | 41   | 41   |
| Sonstige Nutzung        | Sonstige Nutzung        | 13   | 13   |

### Unternehmen
2019 nahm das Logistikunternehmen Fiege eine etwa 90.000 m² große, gesellschaftlich umstrittene Reifen-Lagerhalle in Betrieb.

### Verkehr

#### Eisenbahn
- Linie RB61 (Strecke KBS 647): Dreieichbahn Dieburg–Ober-Roden (Umsteigemöglichkeiten auf die S 1 in Richtung Offenbach–Frankfurt Innenstadt–Wiesbaden)–Dreieich-Buchschlag (Umsteigemöglichkeiten auf die S6 in Richtung Frankfurt City–Fiedberg): Montags bis freitags fahren stündlich Züge von Dieburg nach Frankfurt Hauptbahnhof sowie von Frankfurt Hauptbahnhof nach Dieburg.
- Linie RB75 (Strecke KBS 651): Rhein-Main-Bahn Wiesbaden–Mainz–Darmstadt–Dieburg–Babenhausen–Aschaffenburg[48][49]

Der Bahnhof wurde bis 2005 zu einem modernen Verkehrsknoten zwischen Bus und Bahn ausgebaut.

#### Buslinien
| Linie | Strecke                                                            | Bemerkungen    |
| ----- | ------------------------------------------------------------------ | -------------- |
| GU2   | Dieburg–Semd–Groß-Umstadt–Mömlingen                                | täglich        |
| 671   | Darmstadt–Dieburg–Groß-Umstadt–Wiebelsbach                         | täglich        |
| 672   | Darmstadt–Roßdorf–Gundernhausen–Groß-Zimmern–Klein-Zimmern–Dieburg | täglich        |
| 679   | Reinheim–Groß-Zimmern–Dieburg–Münster–Eppertshausen–Ober-Roden     | täglich        |
| MD    | Münster–Dieburg                                                    | Montag–Freitag |

In Dieburg gibt es ein Ruftaxi.

#### Radwegenetz
Ausgeschildertes Radwegnetz im Landkreis auf Karte L 6118.

#### Fußgängerzone
Die Zuckerstraße (Fußgängerzone) im Altstadtkern mit Läden und Gastronomie ist etwa 400 Meter lang.

#### Parkplätze
Mehrere ausgeschilderte Parkplätze im Innenstadtbereich, teilweise kostenpflichtig. Park&Ride Parkplatz am Bahnhof sowie an der Auffahrt zu B 26 neu (Sauerkreuzung).

#### Fernstraßen
- B 26 westlich Richtung Darmstadt Anschluss zur A 5 (Basel–Karlsruhe–Frankfurt–Kassel) und A 67
- B 26 östlich Richtung Aschaffenburg Anschluss zur A 3 (Köln–Bonn–Frankfurt–Würzburg–Nürnberg–Passau)
- B 45 nördlich Richtung Hanau Anschluss zu A 3 und A 45 (Hanau)
- B 45 nördlich Richtung Frankfurt/Offenbach über B 486 und A 661 (Egelsbach–Frankfurt)
- B 45 südlich Richtung Michelstadt/Erbach

Die vierspurigen Abschnitte der B 26 und der B 45 liegen heute auf den Trassen der ehemaligen Autobahnen A 680 und A 683.

### Bildung

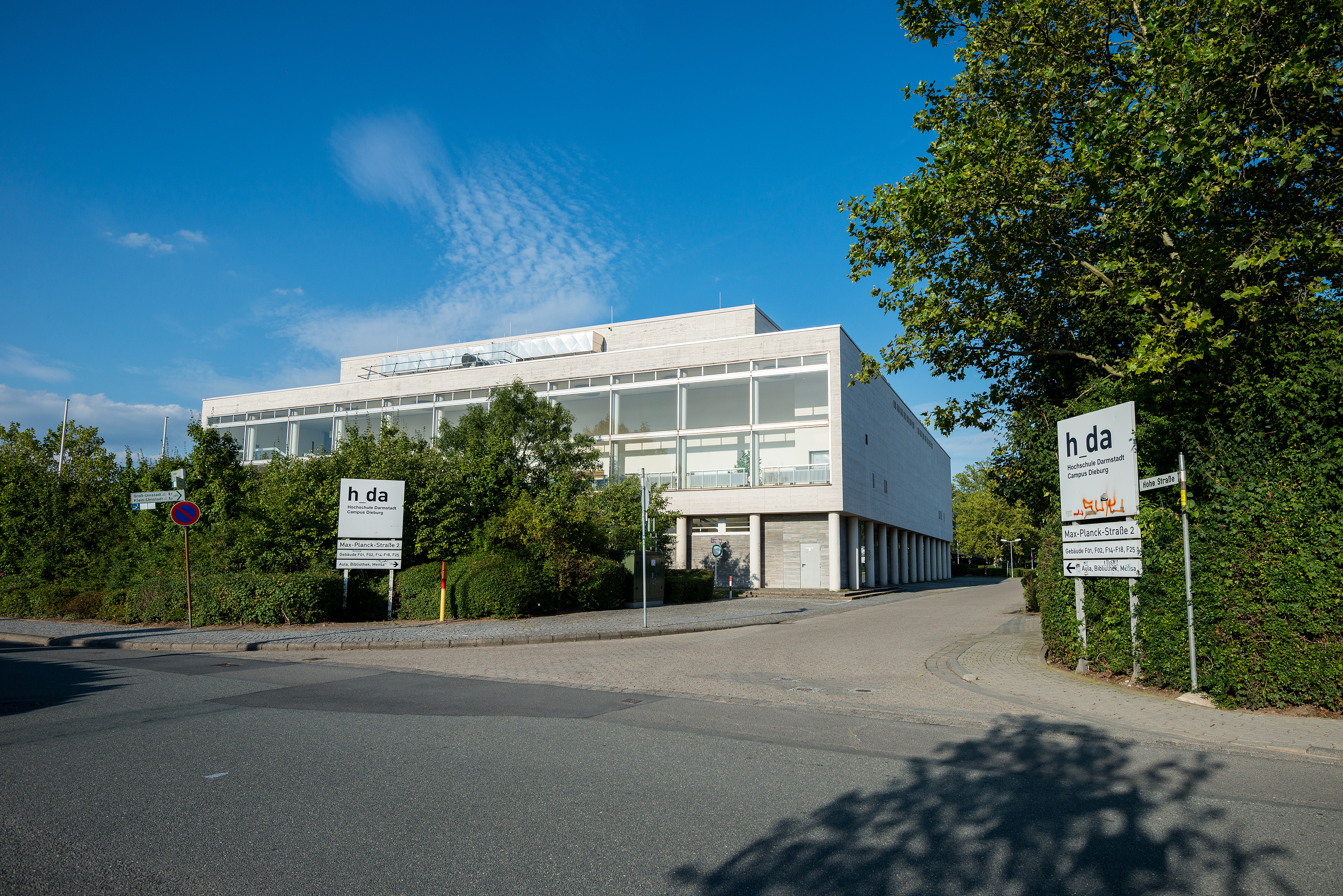
Aula und Einfahrt zum Campus Dieburg der Hochschule Darmstadt

Einige Jahrzehnte der zweiten Hälfte des 20. Jahrhunderts war Dieburg mit der Deutschen Bundespost eng verwoben, die am östlichen Rand 1968 eine Ingenieur-Akademie eröffnet hatte, um ihren Bedarf an Nachrichtentechnikern abdecken zu können. 1971 wurde die Akademie in die staatlich anerkannte Fachhochschule der Deutschen Bundespost, mit Studiengang Nachrichtentechnik, umgewandelt. 1979 wurde zusätzlich der Fachbereich Post und Fernmeldewesen der Fachhochschule des Bundes für öffentliche Verwaltung (FH Bund) auf dem Campus angesiedelt, an dem angehende Beamte des gehobenen nichttechnischen Post- und Fernmeldedienstes ausgebildet wurden. Nach der Aufteilung und späteren Privatisierung der Deutschen Bundespost entfiel der Bedarf an Beamten und der Fachbereich der FH Bund wurde aufgelöst. Auch der Bedarf an Nachrichtentechnikern sank signifikant, so dass der Eigentümer Deutsche Telekom im Jahr 2000 die Trägerschaft an das Land Hessen abgab, das in Dieburg eine Außenstelle der Hochschule Darmstadt ansiedelte (heutiger Campus Dieburg).
Heute bestehen in Dieburg folgende Bildungseinrichtungen:
- Hochschule Darmstadt (h_da) Campus Dieburg; Hochschule für Angewandte Wissenschaften
- Gutenbergschule; Grundschule
- Marienschule; Grundschule
- Goetheschule; Gesamtschule
- Alfred-Delp-Schule; Oberstufengymnasium
- Landrat-Gruber-Schule; Berufsbildende Schule mit Beruflichem Gymnasium
- Anne-Frank-Schule; Förderschule für Lernhilfe
- Gustav-Heinemann-Schule; Förderschule für geistige Entwicklung und körperlich-motorische Entwicklung.
- PTI-Dieburg; Privatschule

## Persönlichkeiten

### Söhne und Töchter der Stadt
Die folgende Liste enthält in Dieburg geborene Personen unabhängig davon, ob diese ihren späteren Wirkungskreis in Dieburg hatten oder nicht.
- Simon Kraft (1805–1872), Beamter und Abgeordneter der 2. Kammer der Landstände des Großherzogtums Hessen
- Carl Scriba (1823–1883), Buchhändler und Abgeordneter in Hessen
- Andreas Krausmann (1848–1918), Gastwirt und langjähriger Bürgermeister
- Karl Schaffnit (1849–1899), Mundartdichter
- Ludwig Strecker der Ältere (1853–1943), Musikverleger
- Gustav Römheld (1861–1933), Verwaltungsjurist, Vorstand des großherzoglich hessischen Kabinetts und Museumsdirektor
- Philipp Uebel (1864–1929), Reichstags- und Landtagsabgeordneter (Zentrum)
- Ludwig Reh (1867–1940), Zoologe und langjähriger Kustos des Zoologischen Staatsinstituts und Zoologischen Museums Hamburg
- Anna Maria Rauck (1871–1953), Politikerin (SPD), Abgeordnete des Landtags des Volksstaates Hessen
- Georg Müßig (1875–1952), Kapuziner, Gründer und Leiter der Krefelder Ordensgemeinschaft der Franziskus-Schwestern der Haus- und Krankenpflege
- Josef Otto (1880–1961), Schwerathlet
- Emil Zimmermann (1884–1951), Jurist und Politiker, Mitglied des Westfälischen Provinziallandtages
- Walter Krastel (1892–1966), Vizeadmiral
- Karl Herz (1898–1970), Ingenieur, Herausgeber, Ministerialbeamter, Staatssekretär und Hochschullehrer
- Peter Keller (1906–1985), ehemaliger Landtagsabgeordneter (CDU)
- Hans Steinmetz (1908–1987), Mitbegründer der CDU im hessischen Dieburg
- Franz Gondolf (1910–1968), Politiker (KPD), ehemaliger Abgeordneter des Hessischen Landtags
- Lothar Hahl (1912–1941), Provinzialrömischer Archäologe
- Hugo J. Hahn (1927–2010), Rechtswissenschaftler
- Klaus Schrodt (* 1946), Kunstflieger, div. Titel als Deutscher-, Europa- und Weltmeister
- Trutz von Trotha (1946–2013), Soziologe
- Christian Bieniek (1956–2005), deutscher Schriftsteller und Kinderbuchautor
- Bertram Schmitt (* 1958), Richter am Bundesgerichtshof sowie am Internationalen Strafgerichtshof
- Willy A. Flegel (* 1960), deutscher Professor für Transfusionsmedizin und Immunhämatologie
- Ricarda Jo. Eidmann (* 1963), Autorin und Malerin
- Andreas Larem (* 1964), Politiker (SPD), MdB
- Ellen Jonas (* 1968), Turniertänzerin, Weltmeisterin
- Jörg Roßkopf (* 1969), Tischtennisspieler, in Münster (Hessen) aufgewachsen
- Frank Weber (* 1969), Politiker (SPD), Abgeordneter des Thüringischen Landtags
- Ulf Schott (* 1970), Fußballspieler, Sportwissenschaftler und Funktionär
- Christian Spieß (* 1970), Professor für Theologie und Sozialethik
- Matthias Röschner (* 1971), Archivar und Historiker
- Tobias Beck (* 1974), Tischtennisspieler
- Sven Kresin (* 1976), Fußballspieler
- Andrim Emini (* 1982), Schauspieler, Musiker, Autor, Regisseur und Produzent
- Hannes Blank (* 1983), Radprofi
- Lucas Fassnacht (* 1988), Autor, literarischer Kabarettist und Moderator
- Christopher Nguyen (* 1988), Fußballspieler
- Maurice Paul (* 1992), Fußballtorhüter
- Sebastian Jehkul (* 1993), Schauspieler
- Aline Allmann (* 1994), Fußballspielerin
- Emil Ferrari (* 1995), Comedian
- Marvin Schwäbe (* 1995), Fußballtorhüter, U21-Europameister
- Chantal Mantz (* 1996), Tischtennisspielerin
- Törles Knöll (* 1997), Fußballspieler

### Persönlichkeiten, die in Dieburg gewirkt haben
- Friedrich Kritzler (1802–1877), Landrat des Landratsbezirks Dieburg und Ehrenbürger der Stadt
- Alfred Delp (1907–1945), Jesuit und Widerstandskämpfer gegen den Nationalsozialismus, machte sein Abitur an der Goetheschule in Dieburg
- Konny Reimann (* 1955), bekannt durch die Fernsehdoku „Die Auswanderer“ lebte von 1991 bis 1994 in Dieburg
- Paulus Terwitte (* 1959), leitete von Februar 2006 bis April 2009 das Kapuzinerkloster Dieburg
- Hans-Peter Murmann (1946-2019), Cartoonist